# Luigi Galvani

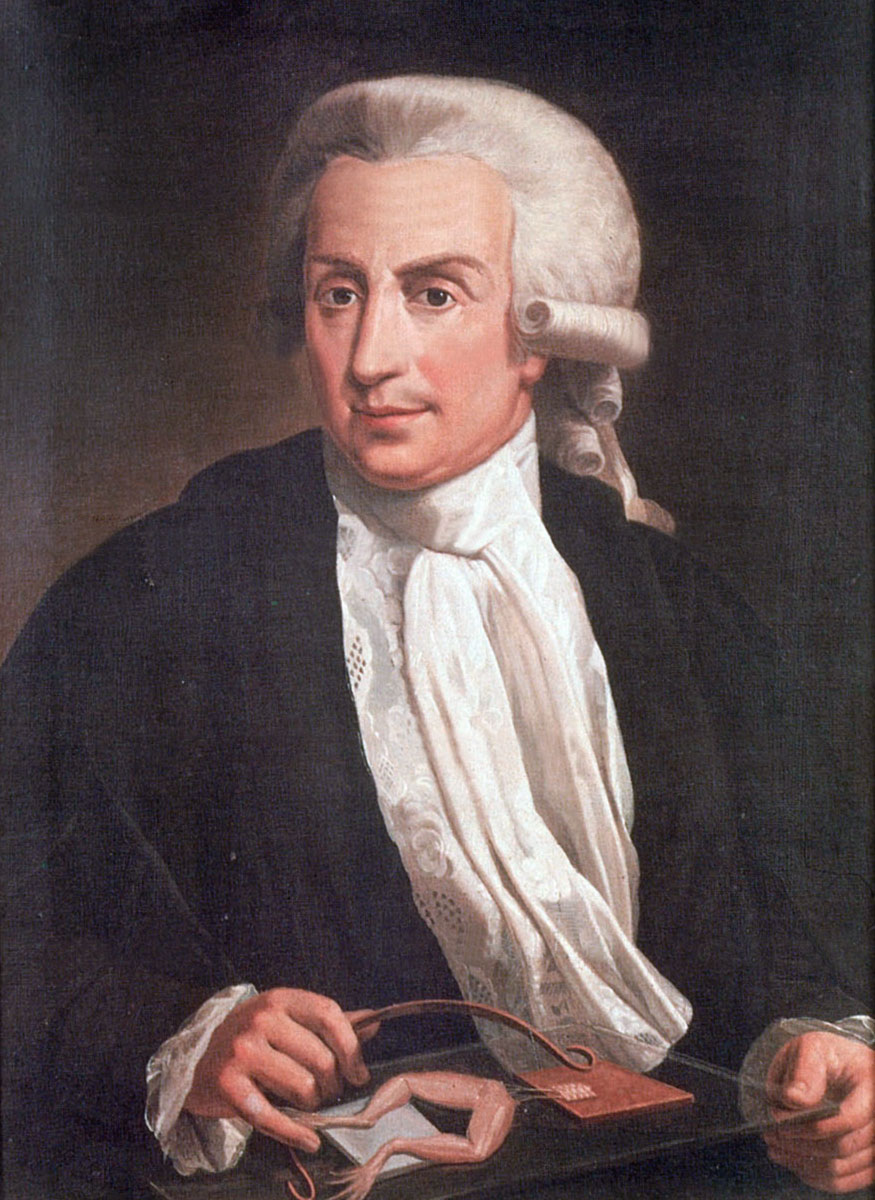
Luigi Galvani

Luigi Aloisio Galvani (* 9. September 1737 in Bologna; † 4. Dezember 1798 ebenda) war ein italienischer Arzt, Anatom und Naturforscher. Ein Zufall führte ihn am 6. November 1780 zur Entdeckung des nach ihm benannten Galvanismus. Bekannt ist er für seine verschiedenen Froschschenkel-Experimente in Verbindung mit der damals noch weitgehend unerforschten (tierischen) Elektrizität.

## Leben
Galvani studierte anfangs Theologie, später Medizin in Bologna, wo er 1759 sein Studium abschloss. Der Erfolg, den seine Abhandlung De renibus atque ureteribus volatilium des Jahres 1767 fand, führte ihn zu dem Entschluss, die Physiologie der Vögel zu bearbeiten; doch beschränkte er sich später auf die Untersuchung ihrer Gehörorgane.

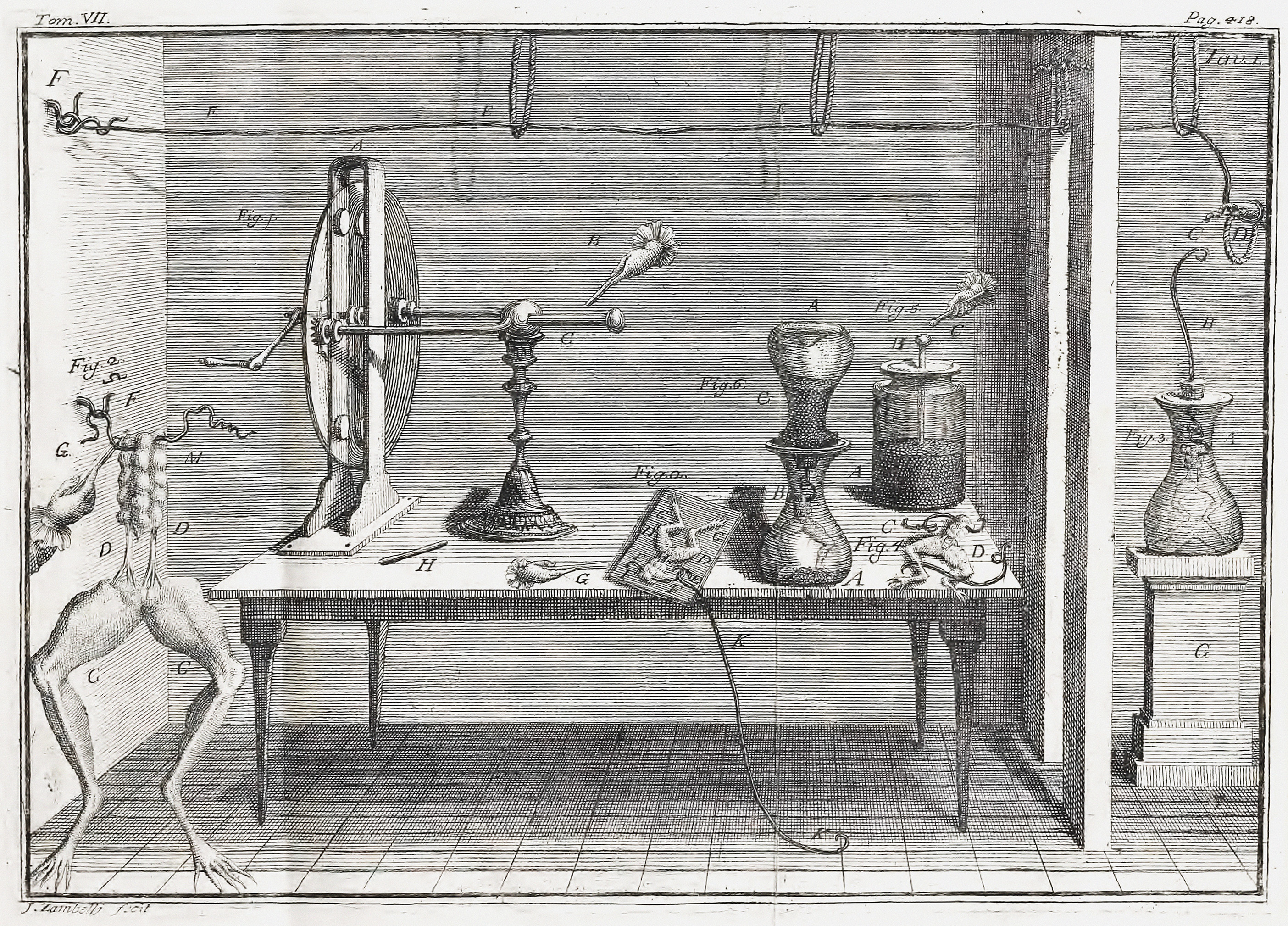
Versuchsanordnung des Froschschenkel-Experiments, aus dem De viribus electricitatis in motu musculari

Galvani entdeckte durch Experimente mit Froschschenkeln die Kontraktion von Muskeln, wenn diese mit Kupfer und Eisen in Berührung kamen, wobei auch Kupfer und Eisen verbunden sein mussten. Galvani stellte also unwissentlich einen Stromkreis her, bestehend aus zwei verschiedenen Metallen, einem Elektrolyten („Salzwasser“ im Froschschenkel) und einem „Stromanzeiger“ (Muskel). Galvani erkannte diese Zusammenhänge noch nicht, aber ist damit der Entdecker der Kontaktelektrizität und legte die Grundlage für die Entwicklung elektrochemischer Zellen (auch Galvanische Zellen oder Galvanische Elemente genannt) durch Alessandro Volta.
Galvani fiel auf, dass ein Froschschenkel, der mit einer Messerklinge in Berührung stand, immer dann zusammenzuckte, wenn bei einer in der Nähe stehenden Hochspannungsmaschine ein Funke übersprang. Er war überzeugt – wohl auch aufgrund der wenige Jahrzehnte zuvor durch Benjamin Franklin angestellten berühmten Blitzableiterversuche – dass Gewitterblitze im Prinzip auch solche Funken sind, nur viel größer. So führte er einen isoliert befestigten Draht vom First eines Hauses in den Garten an einen Froschschenkel. Ein zweiter Draht führte von diesem in einen Brunnen. So oft nun bei einem Gewitter in der Nähe ein Blitz aufzuckte, geriet der Froschschenkel in Bewegung, noch bevor das zugehörige Donnern zu hören war.
Während der Terrorherrschaft der Französischen Revolution weigerte sich Galvani, einen Eid auf die neue Regierung zu leisten. Durch den Wohlfahrtsausschuss verlor er daraufhin sein Amt, in das er jedoch nach 1794 wieder eingesetzt wurde.
Über den Galvanismus berichtete Emil du Bois-Reymond im 1. Band seiner Untersuchungen über tierische Elektrizität (Berlin 1848).

## Ehrungen

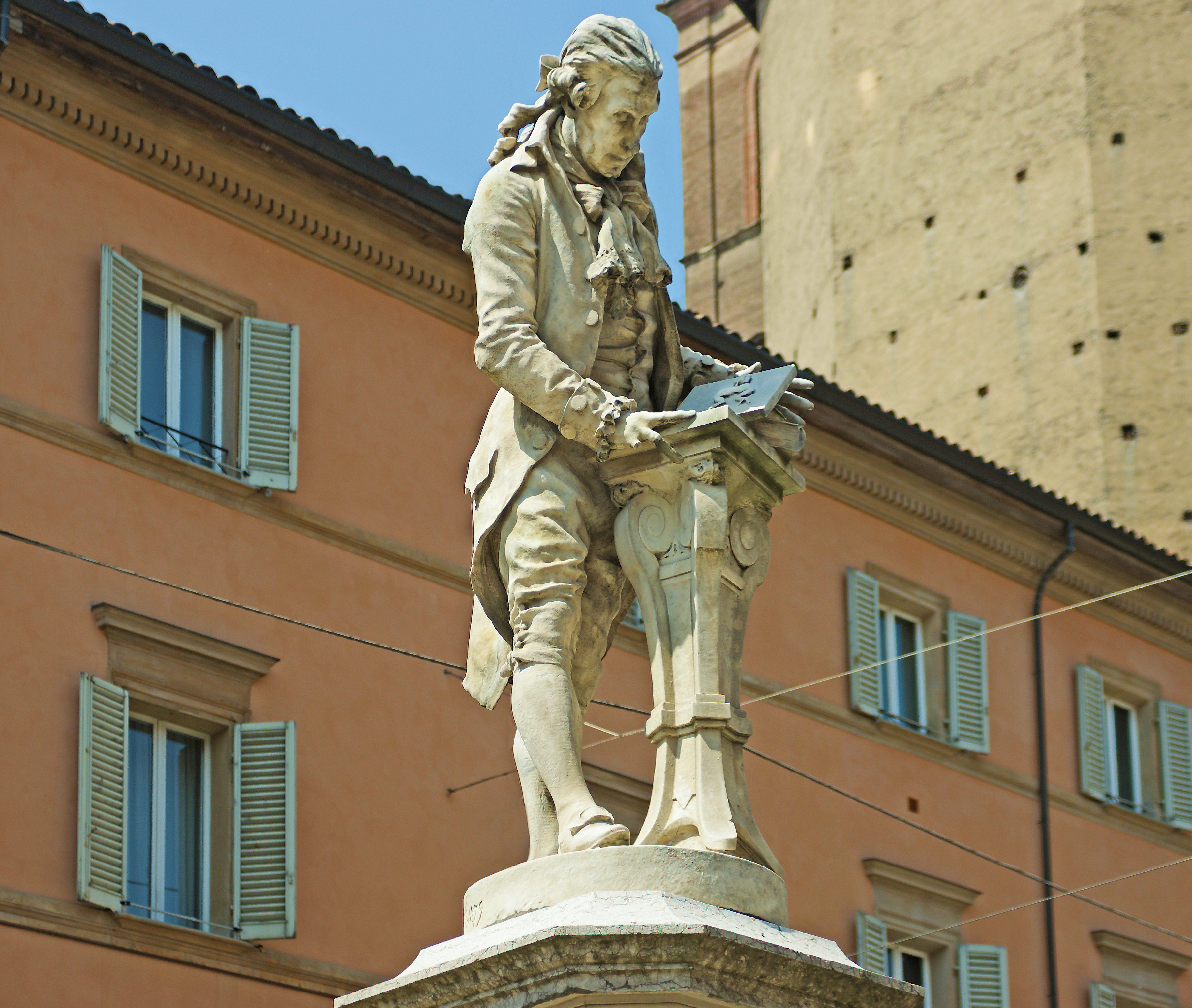
Statue von Galvani in Bologna

1875 veranstaltete die Stadt Bologna einen Wettbewerb für eine Statue Luigi Galvanis. Gewinner war der Bildhauer Adalberto Cencetti, der dieses Werk 1879 vollendete.
Nach ihm benannt wurden die Galvanotechnik, das Galvanometer, die Galvanotaxis, die Galvani-Spannung, die Galvanotherapie, der Asteroid (10184) Galvani und der Mondkrater Galvani.
Im Vereinigten Königreich wurde zeitweise die Einheit der Elektrischen Stromstärke nach ihm mit „Galvat“ benannt.

## Schriften

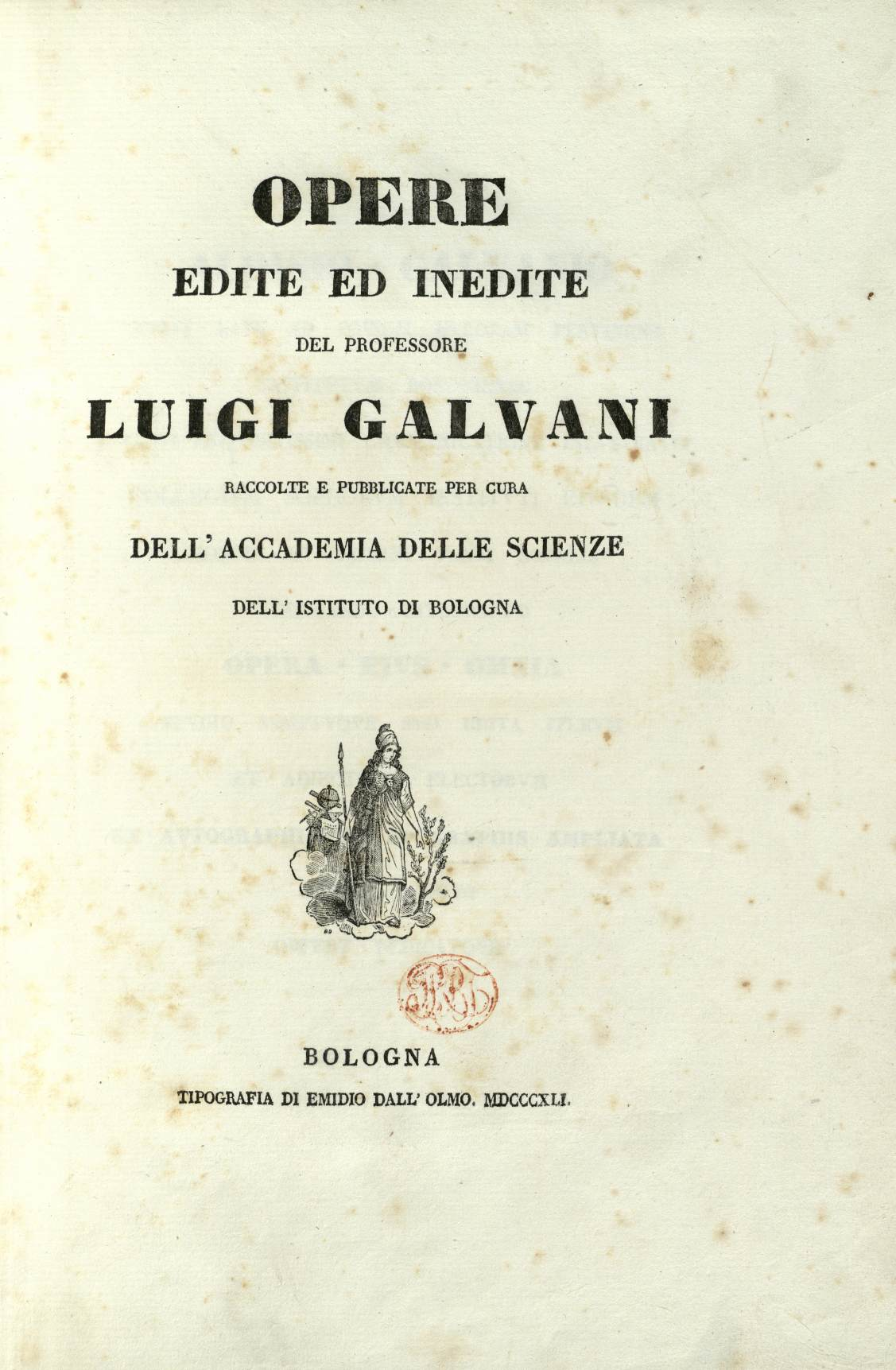
Opere, 1841

- De renibus atque urethris volatilium
- Aloisius Galvani: Abhandlung über die Kräfte der Electricität bei der Muskelbewegung (Comm. Bonon. Sc. et Art. Inst. et Acad. T. 7; 1791, Originaltitel: De viribus electricitatis in motu musculari commentarius). Hrsg.: A. J. von Oettingen. 2. Auflage. Reproduktion der Ausgabe Leipzig, Engelmann, 1894 und 1900. Deutsch, Thun / Frankfurt am Main 1996, ISBN 3-8171-3052-X (enthält auch: Alessandro Volta: Untersuchungen über den Galvanismus (1796–1800), früher als: Ostwalds Klassiker der exakten Wissenschaften; Bände 52 und 118).
- Opere edite ed inedite del Prof. Luigi Galvani. Dall’Olmo, Bologna 1841–1842